# Научно-исследовательский институт строительной физики
Научно-исследовательский институт строительной физики Российской академии архитектуры и строительных наук (ФГБУ «НИИСФ РААСН») — подведомственный институт Минстроя России, научная организация в структуре РААСН.
Главной целью деятельности НИИСФ РААСН является обеспечение надёжной, экологически безопасной и комфортной среды обитания человека в зданиях и на территориях при эффективном использовании ресурсов и энергосбережении.
Предметом деятельности НИИСФ РААСН является:
— разработка научных основ государственной политики в сфере обеспечения энергетической эффективности зданий, строений и сооружений;
— развитие научных основ строительной теплофизики, долговечности, несущей способности и надёжности строительных конструкций, зданий и сооружений, строительной акустики и светотехники, климатологических и экологических аспектов строительства с целью совершенствования методов расчета, принципов проектирования и инструментального контроля теплофизических, акустических и светотехнических свойств ограждающих конструкций, помещений, зданий, а также параметров среды обитания человека, обеспечивающих её безопасность и комфортность;
— участие в создании современной системы разработки новых и актуализации действующих нормативно-технических документов в строительстве;
— подтверждение пригодности новых технологий, продукции и материалов для применения в строительстве.
НИИСФ РААСН является ведущим научным и экспертным центром в России в области строительной физики, долговечности строительной продукции и защиты от вредных факторов внешней среды, и обладает уникальной научно-экспериментальной базой, не имеющей аналогов в нашей стране и включающей в себя климатические камеры, стенды и другое оборудование для моделирования акустического, динамического, температурно-влажностного и других воздействий на строительные конструкции и их элементы.

## История
История Научно-исследовательского института строительной физики начинается в 1956 г., когда была создана Академия строительства и архитектуры СССР. В этом же году приказом от 31.07.1956 г. Госстроя СССР был образован Научно-исследовательский институт строительной физики и ограждающих конструкций, ставший отраслевым НИИ Академии строительства и архитектуры СССР. В те годы страна была крайне заинтересована в организации института, главной задачей которого было проведение комплексных научных исследований в строительстве зданий и сооружений с комфортными условиями проживания и работы населения СССР.
В советский период институт являлся подведомственным институтом Госстроя СССР (за исключением периода, когда он был в составе Академии по строительству и архитектуре), с 1991-1994 в составе Госстроя РФ, с 1994 по 2014 в составе Российской академии архитектуры и строительных наук, с 2014 г. — подведомственный институт Минстроя России.
Первым директором института (1956—1961 гг.) стал известный ученый и крупный организатор строительного дела в СССР, лауреат Сталинской премии, доктор технических наук, профессор Кузнецов, Григорий Филиппович (1901—1981 гг.). Он определил место института в строительной области, обозначил его структуру и пути развития. Были сделаны акценты на создании лабораторий, в которых можно было исследовать физическую природу процессов, происходящих в строительных материалах и конструкциях, в микроклимате помещений — их тепловлажностном режиме, в световой и акустической среде помещений и городских территорий, радиологические свойства материалов. Впервые в мировой практике создается лаборатория строительной климатологии, регламентирующая параметры климатических характеристик, необходимых для строительства. Основным направлением работы НИИСФа явилось разработка государственных строительных норм по теплотехнике, светотехнике и звукоизоляции. Проводились перспективные теоретические работы, выполнялось большое количество работ практического характера.
На протяжении 65 лет работы института его возглавляли выдающиеся ученые строители — профессора, доктора технических наук, лауреаты Сталинской и Государственных премий Юдин Евгений Яковлевич, Морозов Николай Викторович, Косицин Борис Александрович и Дроздов Валентин Алексеевич. За эти годы институт стал головным научным учреждением в строительной отрасли СССР. С 1988 г. по 2008 г. директором института был академик РААСН, доктор технических наук, лауреат Государственной премии Осипов Георгий Львович. Благодаря ему в институте была создана школа по строительной и архитектурной акустике, подготовлена уникальная акустическая экспериментальная база, не имеющая аналогов в Европе.
С января 2009 г. директором института является член-корреспондент РААСН д.т.н., лауреат Премии Правительства РФ, заслуженный строитель РФ Шубин Игорь Любимович — ученик и приемник Осипова Г. Л., специалист в области строительной акустики и энергосбережения. Основные направления его научной деятельности связаны с развитием средств защиты от транспортного шума в городах с применением акустических экранов, с вопросами энергосбережения в зданиях и др. Понимая необходимость дальнейшего совершенствования института, Шубин И. Л. продолжает линию развития и обеспечения НИИСФ уникальным экспериментальным оборудованием: большими климатическими камерами, установками по определению долговечности строительных материалов и др. По его инициативе в институте создается ряд новых уникальных научных лабораторий, а также курсы повышения квалификации по вопросам строительной физики. В 2017 г. в структуре института появляется «Университет Минстроя», в котором по программам дополнительного профессионального образования ведется переподготовка специалистов инженерного состава для строительной отрасли, в том числе по «цифровым технологиям». Более 2000 человек успешно прошли переподготовку в НИИСФе.
Сегодня ФГБУ «НИИСФ РААСН» является единственным государственным научным бюджетным институтом в Российской Федерации, который занимается фундаментальными исследованиями в области строительства. Институт обладает уникальной научно-экспериментальной базой, не имеющей аналогов в нашей стране и за рубежом и включающей в себя климатические и акустические камеры, стенды и другое оборудование для моделирования акустического, динамического, температурно-влажностного и других воздействий на строительные конструкции и их элементы. Уникален научный состав НИИСФ РААСН. В институте в настоящее время работает 1 лауреат Государственной премии и 25 лауреатов Премии Правительства РФ в области науки и техники, 4 академика РААСН, 4 член-корреспондентов РААСН, 16 докторов технических наук, более 50 кандидатов технических наук. Именно они ведут прикладные научные исследования, продолжают заниматься разработкой новых норм, пересмотром и актуализацией существующих нормативных технических документов по акустике, тепловой защите зданий, светотехнике, а также развивают новые направления деятельности — водоснабжение и водоочистка, инженерное оборудование зданий и др.
Институт ведет свою научную и практическую деятельность на многих строительных объектах России. Только в 2020 г. ученые НИИСФ РААСН участвовали в проектировании и строительстве таких значимых и уникальных объектов, как комплекс зданий Газпрома «Лахта-центр» в Санкт-Петербурге, высотные здания Сбербанка на ул. Кульнева в Москве, здания Центризбиркома и Управления делами Президента в Москве, реконструкция зданий Пушкинского музея в Москве, Международный аэропорт «Шереметьево» терминал В и С, многофункциональные здания административно-делового комплекса в Москва-Сити, жилой комплекс «Небо» на Мичуринском проспекте, а также в новом строительстве метрополитена в Москве, обеспечивая защиту зданий от шума и вибрации и в развитии сети инженерных объектов транспортной инфраструктуры — туннели, мосты, шумозащитные экраны. Большую работу институт ведёт по оценке технических характеристик строительных материалов и конструкций. Знак «Испытано в НИИСФ» хорошо известен в России и за пределами нашей страны.

## Руководители
| Годы      | Директор                                                                                         |
| --------- | ------------------------------------------------------------------------------------------------ |
| с 2009 г. | Заслуженный строитель РФ, доктор технических наук, доцент, член-кор. РААСН Шубин Игорь Любимович |